# Pieter Ouwens
Pieter Anthonis Ouwens (* 14. Februar 1849 in Amsterdam; † 5. März 1922 in Buitenzorg, Niederländisch-Indien), auch Peter Antonie Ouwens, war ein niederländischer Armeeoffizier und Zoologe. Bekannt wurde er durch seine Aufzeichnungen über den Komodowaran.

## Leben
Ouwens war der Sohn von Pieter Anthonis Ouwens senior, Buchhalter in Amsterdam, und Carolina Reiniera Nagell. Als er zehn Monate alt war, starb sein Vater. Sein Interesse an Tieren wurde von der alleinerziehenden Mutter unterstützt. Im September 1866 wurde er Kadett an der königlichen Militärakademie in Breda und im Juli 1871 trat er in die Koninklijk Nederlandsch-Indisch Leger ein, wo er als Unterleutnant in der Infanterie diente. Am 1. Juli 1872 traf er an Bord der Robertus Hendrikus in Batavia (heute Jakarta) ein. 1883 wurde er zum Hauptmann befördert. Er absolvierte den Militärdienst in ganz Niederländisch-Ostindien und in seiner Freizeit sammelte er Reptilien, Muscheln und Insekten. Als Resultat seiner Arbeit lernte Ouwens die einheimischen Sprachen auf Borneo, Celebes (heute Sulawesi), Java und Sumatra. 1895 schied er im Rang eines Majors aus dem Militärdienst aus. Aufgrund seines begrenzten Vermögens blieb er auf Java, wo ihm eine Freundschaft mit mehreren Personen verband, darunter mit dem niederländischen Generalgouverneur. Im Januar 1879 heiratete er Johanna Vosmaer in Banda Aceh. 1882 ließen sie sich einen Monat nach der Geburt ihres einzigen Kindes in Salatiga scheiden und Ouwens heiratete Jeanne Dikkers im Dezember 1883 in Purworejo. 1902 heiratete er Anna Josephina Soesman.
Ouwens gehörte zu den Mitbegründern des Zoologisch Museum en Werkplaats (heute Museum Zoologicum Bogorinse) auf dem Gelände des Botanischen Gartens von Bogor. Das Museum wurde 1901 eröffnet und Ouwens wurde 1905 zu Kurator ernannt. Während seiner sehr erfolgreichen Tätigkeit erhöhten sich sowohl die wissenschaftlichen Sammlungen als auch die öffentlichen Ausstellungen und am Gebäude wurden mehrere Erweiterungen vorgenommen.
1910 erhielt Ouwens von Leutnant Jacques Karel Henri van Steyn van Hensbroek ein Foto und eine Haut von einer sehr großen Waranart, die die Einheimischen von Flores und Komodo als boeja darat (Landkrokodil) bezeichneten. Van Hensbroek war der erste westliche Reisende, der die Warane beobachten konnte. Ouwens schickte einen Sammler nach Komodo, der mit zwei ausgewachsenen und einem jungen Exemplar nach Java zurückkehrte. In seiner Erstbeschreibung von 1912 nannte Ouwens die Art Varanus komodoensis. Weitere von Ouwens beschriebene Tierarten sind der Berg-Anoa (Bubalus quarlesi) und die Weißbauch-Schnappschildkröte (Elseya branderhorsti). Zwischen 1907 und 1916 veröffentlichte er sechs Artikel über Reptilien, darunter Listen über Schlangen im Jahr 1908 und Schildkröten im Jahr 1914. 1912 erbrachte er den Nachweis, dass die Kragenechse (Chlamydosaurus kingii), die bis dato nur vom australischen Festland bekannt war, auch in Neuguinea vorkommt.